# Посольство Узбекистану в Україні
Посольство Республіки Узбекистан в Києві — офіційне дипломатичне представництво Узбекистану в Україні, відповідає за підтримання та розвиток відносин між Республікою Узбекистан та Україною.

## Історія посольства
Дипломатичні відносини між Україною і Республікою Узбекистан встановлені 14 серпня 1992 року, проте ще 28 жовтня 1991 року було підписано Договір про основи міждержавних відносин, дружбу та співробітництво і Протокол про консультації між міністерствами закордонних справ двох країн. З 1993 року у Ташкенті діє Посольство України в Узбекистані. З квітня 1995 року в Києві функціонує Посольство Узбекистану в Україні.

## Посли Республіки Узбекистан в Україні
1. Алішер Агзамходжаєв (1995–1998) т.п.
2. Шахалілов Шамансур Шахалілович (1998–2002)
3. Равшанбек Олімов (2003–2006)
4. Хайдаров Ілхом Уткурович (2006–2009)
5. Юсупов Батир Пулатович (2009-2012) т.п.
6. Абдуалієв Алішер Хабібуллаєвич (2012-2019)
7. Ібрагімов Баходир Юлдашевич (2019-2020) т.п.
8. Курманов Алішер Анварович (2020-)